# 大观岭站
大观岭站，位于黑龙江省穆棱市大观岭村，是滨绥铁路沿线车站。距哈尔滨站391公里，绥芬河站157公里。建于1901年，原名山岭站。现隶属哈尔滨铁路局牡丹江铁路分局管辖，为五等站，共有3趟旅客列车经过。
车站位于山底和山洞站之间，不通公路。附近有著名的大观岭隧道（山洞站）。隧道长1608米，1900年建成。1940年扩建成复线（小双线）隧道。
1. ↑  Мелихов Г.В.  (PDF). Русский путь. 2003  [2022-06-24]. （原始内容存档 (PDF)于2022-04-03）.
2. ↑  黑龙江省地方志编纂委员会. . 黑龙江人民出版社. 1992. ISBN 7-207-02397-9 –黑龙江史志网.